# Žibritov
Žibritov (em húngaro: Zsibritó) é um município da Eslováquia, situado no distrito de Krupina, na região de Banská Bystrica. Tem 9,96 km² de área e sua população em 2018 foi estimada em 63 habitantes.

## Demografia
| Ano:        | 1994 | 2004    | 2014    | 2024   |
| ----------- | ---- | ------- | ------- | ------ |
| Broj ljudi: | 97   | 81      | 67      | 62     |
| Razlika:    |      | -16,49% | -17,28% | -7,46% |

| Ano:               | 2023 | 2024   |
| ------------------ | ---- | ------ |
| Número de pessoas: | 65   | 62     |
| Diferença:         |      | -4,61% |